# Casa Thomas
Casa Thomas è un palazzo progettato dall'architetto modernista Lluís Domènech i Montaner, che si trova al 293 di carrer Mallorca nella città di Barcellona.
Costruito su incarico dell'industriale Josep Thomas tra il 1895 e il 1898, originariamente l'edificio doveva ospitare al pianterreno una litografia e al primo piano l'abitazione del proprietario, ma nel 1912 vennero apportati alcuni ampliamenti per opera dell'architetto Francesc Guàrdia i Vial che, nel rispetto dello stile originario, aggiunse tre piani e alcune tribune ai lati della facciata.